# Dodge St. Regis
De Dodge St. Regis is een sedan gebouwd door automerk Dodge van 1979 tot 1981. De naam werd oorspronkelijk gebruikt voor een optiepakket op de Chrysler New Yorker Brougham.
De St. Regis werd op het verkeerde moment geïntroduceerd. In 1979 vond een tweede oliecrisis plaats. Ondanks het feit dat de auto iets kleiner was dan zijn voorganger, lag het verbruik nog steeds hoog.
Mede door de hoge rente en de financiële problemen waarin Chrysler – toen eigenaar van Dodge – verkeerde, liep de verkoop slecht. Halfweg 1981 werd de St. Regis samen met nog andere modellen geschrapt. Tot in 1990 de Dodge Monaco verscheen was de Dodge Diplomat de enige familieauto van het merk.
Begin jaren tachtig werden veel St. Regis gebruikt door de politie. Toch werden ze algemeen als minder goed gezien dan eerdere politiewagens die van Chrysler afkomstig waren.